# Karl Kirchner (Politiker, 1883)
Karl Kirchner (* 2. Dezember 1883 in Stuttgart; † 24. November 1945 in Frankfurt am Main) war ein deutscher Journalist und Kommunalpolitiker. Er war 1913 bis 1926 verheiratet mit Johanna Kirchner, geborene Stunz.

## Leben
Karl Kirchner besuchte in seiner Jugend – von 1890 bis 1897 – die Volksschule in Stuttgart. Im Anschluss begann er eine Ausbildung zum Schlosser, währenddessen schloss er sich der Gewerkschaft des deutschen Metallarbeiterverbandes an. Nach seiner Lehre arbeitete er bis 1904 in Mannheim und Frankfurt am Main als Schlosser. Im Jahr 1900 schloss er sich der SPD an, in der er ab 1906 als Parteisekretär in der Frankfurter Geschäftsstelle tätig war und wo er ab 1910 Vorstandsmitglied wurde. Ab 1905 war er Mitarbeiter der Volksstimme, ab 1907 arbeitete er nebenher als Journalist, unter anderem als Herausgeber der „Sozialdemokratische Korrespondenz“ (bis 1914).
In seiner Rolle als Vorstandsmitglied der Frankfurter SPD engagierte Kirchner sich vor allem für die Demokratisierung der Kommunalpolitik im Sinne der Arbeiterbewegung. 1914 wurde er ehrenamtlicher Geschäftsführer der Kriegsfürsorge in Frankfurt, bis er im April 1915 in den Kriegsdienst eingezogen wurde. Bereits im Oktober 1915 wurde er aus gesundheitlichen Gründen vom Militär entlassen und übernahm daraufhin die Leitung des „Zentralbüros für Kartoffelversorgung“. Dieses wurde von der Kriegsfürsorge und der Stadt Frankfurt getragen, er war für die Lebensmittelversorgung der gesamten Bevölkerung Frankfurts zuständig. Im Oktober 1916 wurde er Leiter der neu gegründeten Schulkinderspeisung, welche 1919 zusammen mit der Kriegsfürsorge verstadtlicht wurde. Kirchner kam so in den städtischen Dienst und war als Direktor der Schulkinderspeisung tätig.
Ab 1918 war er Mitglied des Frankfurter Arbeiter- und Soldatenrats und von 1919 bis 1933 Stadtverordneter der SPD. Ab 1924 bis 1933 war er Vorsitzender der SPD-Fraktion in der Stadtverordnetenversammlung. Ebenfalls war er als Vorstandsmitglied der Reichsgewerkschaft deutscher Kommunalbeamter Sprecher des gewerkschaftlichen Flügels der SPD in Frankfurt (1922–1925).
Während seiner Arbeit als Kommunalpolitiker war Kirchner in Opposition zu Oberbürgermeister Ludwig Landmann und als scharfer und unbequemer Kritiker bekannt. Er hatte gute Kenntnisse über Verwaltung und Etatrecht, und so wurde er in Frankfurt schnell zu einem Experten für Haushaltsplanung, Steuergesetzgebung und Tarifgestaltung. Als Mitglied der Revisions-Deputation arbeitete er eng mit dem Revisionsamt zusammen. Er stellte sich im Jahr 1925/26 gegen die Steuerpolitik des Reiches und den vorgelegten Etatentwurf der Stadt. Allgemein bemühte er sich in den Jahren von 1924 bis 1928 stark für die Wohlfahrt in Frankfurt, um die drohende Verarmung breiter Volksschichten zu bekämpfen.
Nach der Machtergreifung kam er am 13. März 1933 kurzzeitig in Haft. Nach 1934 wurde er aufgrund des Gesetzes zu Wiederherstellung des Berufsbeamtentums aus dem städtischen Dienst entlassen. Nach dem Attentat vom 20. Juli 1944 gegen Hitler tauchte er unter. Karl Kirchner starb 1945 kurz nach Kriegsende an Lungen- und Kehlkopftuberkulose.